# Port lotniczy Spilve
Port lotniczy Spilve – port lotniczy zlokalizowany w mieście Ryga, na Łotwie.